# ديفيد بريسكوت باروز
ديفيد بريسكوت باروز (بالإنجليزية: David Prescott Barrows)‏ هو عالم إنسان أمريكي، ولد في 27 يونيو 1873، وتوفي في 5 سبتمبر 1954.